# Stazione di Kamatori
La stazione di Kamatori (鎌取駅?, Kamatori-eki) è una stazione ferroviaria situata nel quartiere di Midori-ku, a Chiba, città della prefettura omonima, in Giappone. La stazione è servita dalla linea Sotobō della JR East.

## Linee
East Japan Railway Company
■ Linea Sotobō

## Struttura
La stazione è dotata di un marciapiede a isola centrale con due binari passanti in superficie.
| 1 | ■ Linea Sotobō | per Ōami, Mobara e Katsuura |
| 2 | ■ Linea Sotobō | per Chiba e Tokyo           |

## Stazioni adiacenti
| «            | Servizio      | »            |
| Linea Sotobō | Linea Sotobō  | Linea Sotobō |
| ------------ | ------------- | ------------ |
| Soga         | Locale Rapido | Honda        |